# Jamal Sadat
Jamal Sadat est un joueur de football éthiopien, né le 2 juillet 1983 et évoluant à Ethiopian Coffee.
Il évolue habituellement comme gardien de but.

## Carrière
Jamal Sadat joue successivement dans les équipes suivantes : Équipe d'Éthiopie de football, Nyala SC (en) et Ethiopian Coffee.